# Катастрофа
Катастро́фа (від дав.-гр. καταστροφή «переворот, зверження; смерть») — велика за масштабами аварія чи інша подія, що призводить до тяжких (або неповоротних) наслідків. У давній Греції слово «катастрофа» означало головну подію, що розкривається у розв'язці або зумовлює її, у класичних драматичних творах.

## Загальний опис
- У математиці та фізиці катастрофа — стрибкоподібна зміна стану системи при неперервній зміні параметрів.

- В авіації також є окреме поняття катастрофи. Так, згідно з пунктом 49 першої статті Повітряного кодексу України, катастрофа визначається як авіаційна подія з людськими жертвами, що призвела до загибелі або зникнення безвісти когось із пасажирів, членів екіпажу або третіх осіб, а також у разі отримання ними тілесних ушкоджень зі смертельним наслідком під час:
- а) перебування у цьому повітряному судні;
- б) безпосереднього зіткнення з будь-якою частиною повітряного судна, включаючи частини, що відокремилися від цього повітряного судна;
- в) безпосередньої дії струменя газів реактивного двигуна;
- г) зникнення безвісти повітряного судна.

Чорнобильська катастрофа. Група ліквідаторів у захисних костюмах

Також за допомогою цього терміна заведено позначати безвихідне або безнадійне становище, в якому знаходиться об'єкт.
- Синонімами слова «катастрофа» можуть бути поняття «аварія», «катаклізм» і «крах».

### Класифікація катастроф
За рівнями складності об'єктів:
- катастрофи космічних об'єктів (галактик, вибухи зірок, планет);
- катастрофи в геосферах (глобальні катастрофи);
- земній корі (виверження вулкана, землетрус);
- гідросфері (цунамі, повінь, лімнологічна катастрофа);
- атмосфері (озонова діра);
- магнітосфері;
- катастрофи в біосфері (різке вимирання окремих видів організмів);
- катастрофи соціальні (революція, війна, терористичний акт);
- Техногенна катастрофа в Тяньцзінь (Китай)катастрофи техногенні;
- транспортні катастрофи;

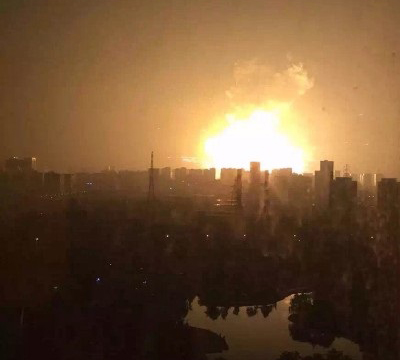
Техногенна катастрофа в Тяньцзінь (Китай)

- промислові катастрофи (наприклад, аварія на атомній електростанції, нафтопроводі);
- катастрофи в житті людей (особисті катастрофи) та інші.

## Катастрофи Радянського Союзу
- В 1948 році в Радянському Союзі була створена секретна лабораторія, яка займалася біологічною зброєю на острові в Аральському морі. В 1971 році створена зброя викликала спалах віспи, в результаті якого загинуло троє людей, і захворіли 10 осіб. 50 тисяч людей з територій, які навколо, отримали примусове щеплення для недопущення поширення хвороби. Про цей випадок стало відомо лише у 2002 році.
- 24 жовтня 1960 року на стартовому майданчику космодрому Байконур за півгодини до першого пуску вибухнула ракета Р-16. За різними даними, в результаті аварії загинули від 74 до 126 осіб. Це найбільша катастрофа в історії ракетної техніки.
- У 1957 році сталася велика радіаційна аварія — Киштимська аварія. Міста Киштим на картах не існувало. Лише в 1986 році про місто стало відомо в Росії.
- У 1983 році відбувся прорив ґрунтової дамби хвостосховища Стебницького ДГХП Полімінерал. Сумарна маса викиду висококонцентрованої ропи та твердих відходів (мулу) у р. Дністер та Чорне море становила понад 5 млн т.
- У 1985 році над Учкудуком сталася авіакатастрофа з найбільшою кількістю жертв в історії Радянського Союзу.
- У 1986 році сталася Чорнобильська катастрофа — найбільша за всю історію ядерної енергетики.

## Оперативно-рятувальна служба України
Кодексом цивільного захисту України головним аварійно-рятувальним підрозділом держави визначено Оперативно-рятувальну службу цивільного захисту України Державної служби України з надзвичайних ситуацій.

## Цікаві факти
Вперше поняття катастрофа в Україні було закріплено на законодавчому рівні в 1999 році в законі Про аварійно-рятувальні служби.